# Олићко језеро
Олићко језеро је тектонско језеро које се налази у насељу Козила, општина Шипово, Република Српска. Језеро је стационирано 7 км јужно од Шипова, на надоморској висини од 600 метара.
Ово језеро настало је у тектонсом удубљењу, површине је 1.000 м2, максималне дубине до 30 метара, док је најдужа ширина језера 0,2 км, а дужина 0,25 км. Водостај језера је стабилан целе године, а вода у њему је бистра и чиста, осим у рано пролеће и јесен када се мути због великих количина падавина. Део језера је обрастао трском и шаши.